# Ключников, Юрий Викторович
Ю́рий Ви́кторович Клю́чников (род. 17 сентября 1983, Москва) — российский хоккеист, вратарь. Тренер вратарей.

## Биография
Воспитанник хоккейной школы «Крылья Советов».
Выступал в командах ТХК Тверь, «Крылья Советов», «Белгород», «Зауралье», «Южный Урал», «Дизель», ГУВД Москва.
В 2008 году подписал контракт с новосибирской «Сибирью». За команду отыграл 4 сезона в КХЛ, проведя 90 матчей с коэффициентом надежности 3,02.
3 июля 2012 года подписал двухлетний контракт с ЦСКА. Однако через месяц ЦСКА этот контракт расторг.
С июля 2016 — тренер вратарей молодёжной команды «Крылья Советов».
С 2019 года — тренер вратарей молодёжной команды «Красная Армия».

## Достижения

### Командные
ВХЛ
| Год  | Команда       | Достижение           | Достижение |
| ---- | ------------- | -------------------- | ---------- |
| 2013 | Ариада-Акпарс | Бронзовый призёр ВХЛ |            |

Международные
| Год  | Команда         | Достижение                            | Достижение |
| ---- | --------------- | ------------------------------------- | ---------- |
| 2001 | Россия (юниор.) | Победитель юниорского чемпионата мира |            |